# 松本慶祐
松本 慶祐（まつもと けいすけ、1985年8月20日 - ）は、日本のアニメーション作家・監督。かつて、Pie in the skyに所属していた（2015年-2023年）。
東京工芸大学デザイン学科卒業。YouTubeやニコニコ動画で自主制作アニメを発表していた。
2013年よりYouTubeでショートアニメ『ポンコツクエスト〜魔王と派遣の魔物たち〜』を毎月1話ずつ発表し続けている。同作では、監督・脚本・編集・声優など、ほぼ一人で制作を行っている。
2015年、Pie in the skyに所属。2017年開始のウェブショートアニメ『せいぜいがんばれ!魔法少女くるみ』（AbemaTV、BS11）では、監督・脚本・デビるんの声を担当している。
2023年4月、Pie in the skyを退社。